# Startovací komplex č. 45 kosmodromu Bajkonur
Startovací komplex č. 45 je startovní místo na kosmodromu Bajkonur v Kazachstánu, určené pro starty raket Zenit ukrajinsko-ruské výroby. Komplex se skládá ze dvou ramp, z nichž je v provozu pouze první rampa 45/1, která byla dokončena po pěti letech výstavby v roce 1983. Druhá rampa 45/2 byla dokončena v roce 1990, ale ještě téhož roku byla zničena při mohutné explozi rakety, která krátce po startu havarovala a dopadla zpět na rampu. Komplex byl využíván především pro mezinárodní komerční starty v rámci programu Land Launch, ale kvůli zhoršeným rusko-ukrajinským vztahům se staly rakety Zenit nedostupnými. Rusko nicméně s tímto komplexem dále počítá a hodlá jej využít pro své nové rakety Irtyš v rámci rusko-kazašského projektu Bajterek. První start této vyvíjené rakety je aktuálně naplánován na rok 2023.

## Historie

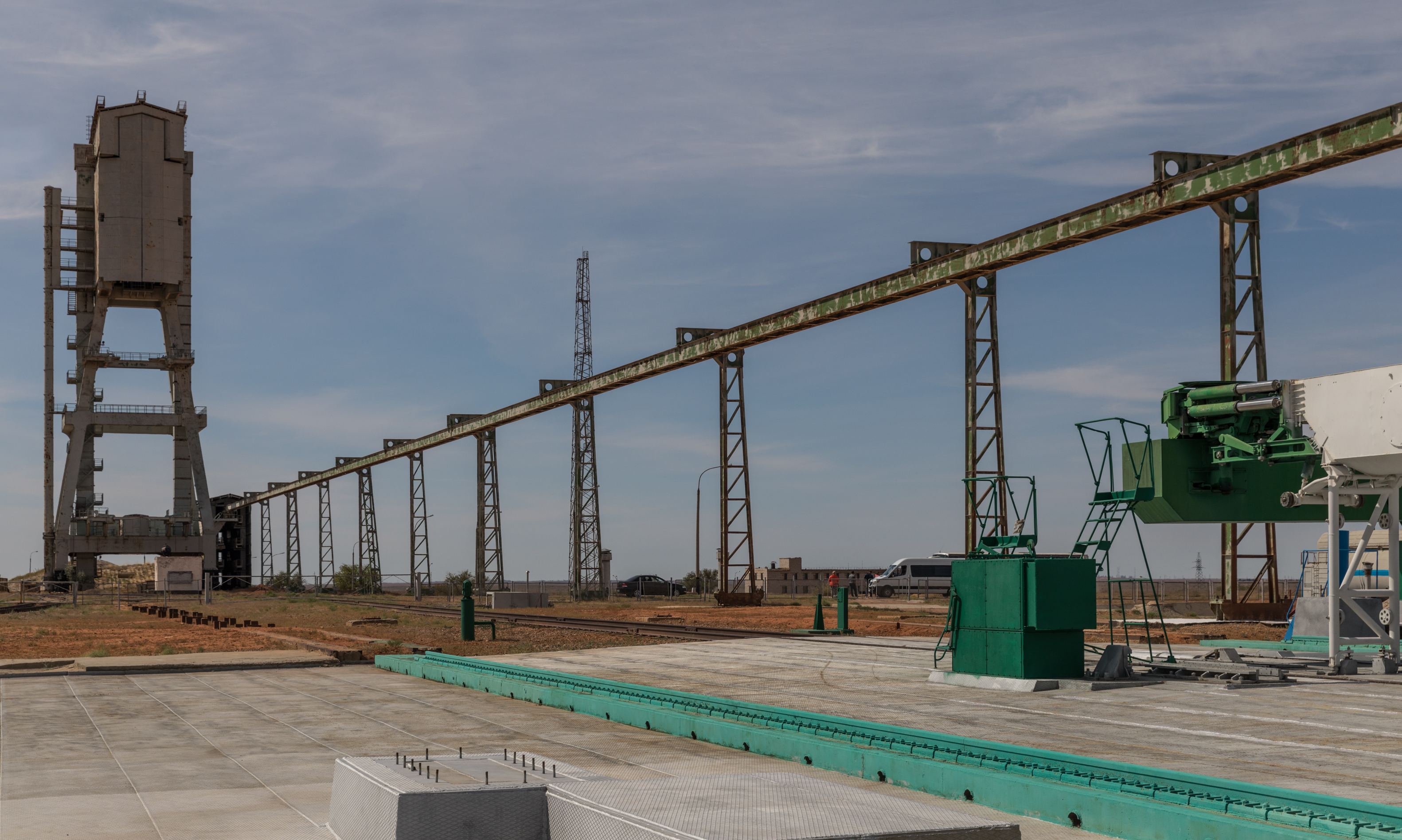
Věž pro posádku

První start z rampy 45/1 se uskutečnil 13. dubna 1985. Jednalo se o suborbitální zkušební let Zenit-2, a vůbec první let rakety Zenit, nicméně byl neúspěšný. Následoval druhý, úspěšný, zkušební let 21. června 1985. Tento start byl také zamýšlen jako suborbitální, ale některé části rakety dosáhly nízké oběžné dráhy země. První start z druhé rampy 45/2 proběhl 22. května 1990, kdy Zenit-2 úspěšně vynesl družici Celina-2. Při příštím startu, také z rampy 45/2, selhal motor RD-171 na prvním stupni pět sekund po startu a raketa spadla zpět na odpalovací rampu z výšky asi 70 metrů. Výsledná exploze zcela zničila startovací rampu a bylo hlášeno, že zvedla 1 000 tun vážíci kovovou konstrukci 20 metrů do vzduchu a způsobila značné škody na osvětlovací věži 100 metrů od rampy. O deset měsíců později se obnovily starty Zenitu z první rampy, ale druhá rampa již nebyla nikdy opravena.
Na obou rampách byly vybudovány zařízení na podporu obsluhy. Ty zahrnovaly velké věže pro přístup k raketě, které by umožňovaly vstup posádky na palubu kosmické lodi na vrcholu rakety. Tyto věže však nebyly nikdy použity, protože po rozpadu Sovětského svazu bylo upuštěno od původních plánů, které počítaly s pilotovanými lety na raketách Zenit. Věž v oblasti 45/1 je stále neporušená, ale druhá věž v oblasti 45/2 byla při výbuchu těžce poškozena. Věž se nepoužívá v provozu bez posádky, protože všechny systémy jsou automatizované a žádný přístup k raketě není nutný.

## Projekt Bajterek
Kazachstán, podle šéfa kazašské kosmické agentury Kazkosmos Talgata Musabaeva, upustil od původního plánu na přivedení rakety Angara na kosmodrom Bajkonur v rámci projektu Bajterek. Pro Angaru se dříve počítalo s rekonstrukci bajkonurského komplexu č. 250, který byl postaven pro raketu Eněrgija.
Stalo se tak kvůli zvyšujícím se nákladům na jeho realizaci a také novým ruským plánum na vybudování odpalovacího zařízení pro raketu Angara na kosmodromu Vostočnyj, který je na ruském území. Představitelé Kazachstánu vedli s ruskou stranou jednání o vytvoření nového podniku s využitím nosičů Zenit. Tyto plány ovšem selhaly vlivem rusko-ukrajinské krize, která prakticky zastavila výrobu raket Zenit, vyráběných v závodě Pivdenmaš na Ukrajině.
Nový impuls přišel s konceptem rakety Irtyš (Sojuz 5), která se v parametrech velmi podobá Zenitu, ovšem bude se jednat o čistě ruskou raketu. Obě strany se dohodly na rekonstrukci startovacího komplexu č. 45 a jeho přizpůsobení rozměrům vyvíjene rakety Irtyš. Protokol o dohodnutých změnách v projektu Bajterek byl podepsán 22. srpna 2018 generálním ředitelem Roskosmosu Dmitrijem Rogozinem a ministrem obrany a leteckého průmyslu Kazachstánu Beibutem Atamkulovem.
Rekonstrukce původně počítala i se zprovozněním věže pro přístup posádky ke kosmické lodi, protože se předpokládalo, že nová loď Orjol (dříve "Federacija") bude vynášena raketami Irtyš. Rusové však přehodnotili své plány a navrhli Kazachstánu aby upustil od vytváření komplexu pro pilotované lety, což navíc zlepší efektivitu financování a sníží náklady kazašské strany. Dle podepsaného protokolu projektu Bajterek je kazašská strana zodpovědná za vytvoření pozemní infrastruktury, modernizaci a rekonstrukci stávajícího komplexu. Rusko vyvíjí nosné rakety Irtyš a Sojuz 6, které plánuje vypouštět z tohoto komplexu.